# Oliver Wahlstrom
Oliver Wahlstrom (anglisierte Schreibweise; ursprünglich schwedisch: Oliver Wahlström; * 13. Juni 2000 in Yarmouth, Maine) ist ein US-amerikanischer Eishockeyspieler mit schwedischen Wurzeln, der seit Dezember 2024 bei den Boston Bruins in der National Hockey League unter Vertrag steht und parallel für deren Farmteam, die Providence Bruins, in der American Hockey League (AHL) zum Einsatz kommt. Zuvor verbrachte der rechte Flügelstürmer fünf Jahre bei den New York Islanders.

## Karriere
Oliver Wahlstrom wurde in Yarmouth geboren und spielte in seiner Jugend unter anderem für das Eishockeyteam der prestigeträchtigen Privatschule Shattuck-St. Mary’s. Zur Saison 2016/17 wurde er in das USA Hockey National Team Development Program (NTDP) aufgenommen, die zentrale Talenteschmiede des US-amerikanischen Eishockeyverbandes USA Hockey in den Altersstufen U17 und U18. Mit den Auswahlen des NTDP nahm der Flügelstürmer am Spielbetrieb der United States Hockey League (USHL) teil und bestritt zudem zahlreiche Partien außerhalb organisierter Ligen. In der USHL-Saison 2017/18 verzeichnete er mit 45 Scorerpunkten in 26 Einsätzen einen Punkteschnitt von fast 2,0 pro Spiel und wurde in der Folge im NHL Entry Draft 2018 an elfter Position von den New York Islanders ausgewählt. Anschließend wechselte Wahlstrom in den College-Bereich, wo er fortan für die „Eagles“ des Boston College in der Hockey East auflief, einer Liga im Spielbetrieb der National Collegiate Athletic Association (NCAA). In Boston war der US-Amerikaner in der Folge nur ein Jahr aktiv, da ihn die Islanders im März 2019 mit einem Einstiegsvertrag ausstatteten und er in der Folge in deren Organisation wechselte.
Noch am Ende der Saison 2018/19 gab Wahlstrom sein Profidebüt beim Farmteam der Islanders, den Bridgeport Sound Tigers aus der American Hockey League (AHL). Dort verbrachte er auch den Großteil der Folgespielzeit 2019/20, kam jedoch parallel dazu im Oktober 2019 zu seinem Debüt für New York in der National Hockey League (NHL), dem bis zum Saisonende acht weitere Einsätze folgen sollten. In der Off-Season im Herbst 2020 spielte er derweil auf Leihbasis in der Heimat sein Vaters, beim AIK Solna in der zweiten schwedischen Liga, der Allsvenskan. Im Rahmen der Vorbereitung auf die Spielzeit 2020/21 etablierte er sich schließlich im NHL-Aufgebot der Islanders.
Im Dezember 2024 allerdings sollte Wahlstrom über den Waiver in die AHL geschickt werden, wobei jedoch die Boston Bruins seinen Vertrag übernahmen und er die Islanders somit nach über fünf Jahren verließ.

### International
Wahlstrom läuft auf internationaler Ebene für die Vereinigten Staaten auf und vertrat diese erstmals bei den Olympischen Jugend-Winterspielen 2016, wo er mit dem Team prompt die Goldmedaille gewann. Mit den U17- und U18-Auswahlen, die jeweils vom NTDP gestellt werden, nahm er anschließend an der World U-17 Hockey Challenge 2016 (5. Platz) sowie an den U18-Weltmeisterschaften 2017 und 2018 teil. Dabei errang man 2017 den Weltmeistertitel, während die Titelverteidigung 2018 an einer 2:3-Finalniederlage gegen Finnland scheiterte, wobei Wahlstrom selbst jedoch nach neun Punkten in sieben Partien ins All-Star-Team des Turniers gewählt wurde. In der Folge gehörte der Flügelstürmer auch zum Aufgebot der U20-Nationalmannschaft seines Heimatlandes bei den U20-Weltmeisterschaften 2019 und 2020. Dort wiederum gewann man 2019 nach einer erneuten 2:3-Endspielniederlage gegen die finnische Auswahl eine weitere Silbermedaille, bevor 2020 ein sechster Rang folgte.

## Erfolge und Auszeichnungen
- 2016 Goldmedaille bei den Olympischen Jugend-Winterspielen
- 2017 Goldmedaille bei der U18-Weltmeisterschaft
- 2018 Silbermedaille bei der U18-Weltmeisterschaft
- 2018 All-Star-Team der U18-Weltmeisterschaft
- 2019 Silbermedaille bei der U20-Weltmeisterschaft

## Karrierestatistik
Stand: Ende der Saison 2024/25

### International
Vertrat die USA bei:
| - Olympischen Jugend-Winterspielen 2016 - World U-17 Hockey Challenge 2016 - U18-Weltmeisterschaft 2017 | - U18-Weltmeisterschaft 2018 - U20-Weltmeisterschaft 2019 - U20-Weltmeisterschaft 2020 |

(Legende zur Spielerstatistik: Sp oder GP = absolvierte Spiele; T oder G = erzielte Tore; V oder A = erzielte Assists; Pkt oder Pts = erzielte Scorerpunkte; SM oder PIM = erhaltene Strafminuten; +/− = Plus/Minus-Bilanz; PP = erzielte Überzahltore; SH = erzielte Unterzahltore; GW = erzielte Siegtore; 1 Play-downs/Relegation; Kursiv: Statistik nicht vollständig)

## Familie
Sein Vater Joakim Wahlström ist gebürtiger Schwede, der in die USA übersiedelte, sodass Oliver Wahlstrom die Staatsbürgerschaft beider Länder besitzt. Zudem war sein Vater ebenfalls als Eishockeyspieler aktiv und spielte für die University of Maine sowie im Profibereich in der zweiten schwedischen Liga.